# Forum des agriculteurs responsables respectueux de l'environnement
 (juillet 2014).
Le Forum des agriculteurs responsables respectueux de l'environnement (FARRE) était une association française loi de 1901 créée en 1993, et qui a cessé ses activités en septembre 2018. 

## Historique
L'association créée en 1993 est l'héritière du PPE, Protection des plantes et environnement (1971-1993). L'assemblée générale constitutive s'est tenue le 26 février 1971. L'association se définit comme un « Centre d'études et d'informations ». L'objectif est d'étudier les problèmes posés par la protection des plantes et des récoltes et par la lutte contre leurs ennemis dans le cadre de la conservation de l'environnement de l'homme, de la santé publique et de la protection de la nature (statuts enregistrés à la Préfecture de la Seine le 19 mars 1971 et parus au JO du 08 avril 1971).
L'association devient PPE-FARRE, Protection des plantes et environnement-Forum de l'agriculture raisonnée respectueuse de l'environnement (1993-1997). Additif à l'objet : contribuer à la mise au point, au développement et à la promotion d'une agriculture raisonnée ; soutenir et valoriser les personnes, organismes et entreprises contribuant aux pratiques agricoles raisonnées (statuts enregistrés à la sous-préfecture de Boulogne-Billancourt, Hauts-de-Seine le 01 avril 1993 et parus au JO du 21 avril 1993).
Le nom est modifié en FARRE, Forum de l'agriculture raisonnée respectueuse de l'environnement (1997-2013). Nouvel objet : contribuer au développement et à la promotion de l'agriculture raisonnée ; entreprendre, coordonner et animer toute action relative à l'agriculture raisonnée (statuts déposés à la sous-préfecture de Boulogne-Billancourt, Hauts-de-Seine le 17 décembre 1997 et parus au JO du 17 janvier 1998).
Depuis 2013, FARRE a une nouvelle signification devenant le Forum des agriculteurs responsables respectueux de l'environnement. Le nouvel objectif est de contribuer à la mise en œuvre et à la promotion du développement durable en agriculture ; repérer, coordonner, diffuser, par un réseau de fermes de rencontre, toute action innovante relative aux bonnes pratiques agricoles (statuts déposés à la Préfecture de Paris le 17 mars 2014 et parus au JO du 12 mars 2014).
FARRE est membre du réseau européen EISA (European Initiative for Sustainable development in Agriculture).
FARRE est membre du Conseil d'Orientation Stratégique de la FRB, Fondation pour la recherche sur la biodiversité.

## Fonctionnement
Autour d’un réseau d'agriculteurs « médiateurs des champs », Farre regroupe l'interprofession agricole (le développement et le syndicalisme agricole, l’agrofourniture, l’industrie agro-alimentaire et la distribution, les banques et assurances, etc.)[réf. nécessaire].

## Activités de l'association
L'association est un lieu de promotion et a pour objectif d’informer sur l’agriculture et l'environnement. Elle multiplie pour cela les actions à destination des agriculteurs, des consommateurs et des citoyens : participation aux salons agricoles, aux évènements environnementaux (Journée de la Terre, Journée de la Biodiversité, Semaine du développement durable, etc.), et échanges avec les associations de consommateurs (programme mené conjointement en 1999 et 2000 avec UFC-Que Choisir sur "la sécurité sanitaire, les qualités et les modes de production de demain"). Farre collabore également avec d'autres associations de protection de l'environnement (France Nature Environnement, Ligue pour la protection des oiseaux, etc.).
Tous les ans, à l'occasion des Rencontres Farre, l'association ouvre le débat et le dialogue avec les différentes parties prenantes de la protection de l'environnement en agriculture.
Le Forum a créé en 2015 un site internet orienté vers « l'agroécologie ».

## Critiques
L'association est critiquée  pour être soutenue activement dès sa création par les partenaires de l'agriculture intensive[réf. nécessaire]. Dans les membres les plus actifs on retrouve ainsi la FNSEA ou les industriels de l'agrochimie que sont Monsanto, BASF, DuPont ou l'Union des Industries de la Fertilisation.
Le concept d'agriculture raisonnée, dont le réseau FARRE fait la promotion, fait lui aussi l'objet de critiques.
Le réseau FARRE s'est vu attribuer l'agrément officiel pour la protection de l'environnement en 2003. Il l'a perdu en décembre 2004 par décision du tribunal administratif de Paris à la suite d'une plainte par les associations Manche-Nature et Allier nature, mais cette décision a été annulée le 8 novembre 2007 par la Cour administrative d'appel de Paris, à la demande du gouvernement.

## Responsables de l'organisation
Les présidents successifs de l'association nationale ont été :
- Roger Bouchet - 1971/1972
- Henry Rey, ancien ministre - 1972/1976
- Jean-François Breton - 1976/1985
- Gérard Strebler - 1985/1993
- Jean Thiault - 1993/1997
- Alain Forni - 1997/1999
- Christiane Lambert - 1999/2005
- Bernard Guidez - 2005/2009
- Christophe Grison - 2009/2014
- Luc Smessaert - depuis 2014.

Les présidents successifs du Conseil scientifique de Farre ont été :
- Jean Sébillotte - 1994/1996
- Claude Gleizes - 1996/2003
- Gilles Thévenet - 2003/2007
- Gilles Lemaire - 2007/2013

Les directeurs successifs de l'association nationale ont été :
- Jean Courtois - 1972/1976
- Jean-Marie Mutschler-Clor - 1976/2002
- Gilles Maréchal - depuis 2002